# Весёловский, Тадеуш
Таде́уш Весёловский (пол. Tadeusz Wesołowski, фамилия при рождении — Наглицкий; 5 июля 1900, Тарнув — 3 января 1982, Краков) — польский актёр театра и кино, театральный режиссёр

.

## Биография
Окончил педагогическое училище и театральную школу в Кракове. Дебютировал на сцене около 1919 года, сначала в театре YMCA, а затем в 1919—1925 годах играл в театре «Багатела». Кроме того, выступал в Силезском театре в Катовицах (1922—1923). В 1925—1939 годах играл в театрах Варшавы: Польском, Малом, Народовы, Новом и Летнем, а также в труппе Мечиславы Цвиклинской и театре Антони Фертнера (1926/1927).
Во время Второй мировой войны остался в столице, выступая в незакрытых театрах.
После Второй мировой войны вернулся в Краков, где играл и руководил Театром имени Юлиуша Словацкого (1945—1946).
Снимался в кино, в том числе немом. Сыграл в около 15 фильмах.
Похоронен на Сальваторском кладбище в Кракове.

## Избранная фильмография
- 1927 — Земля обетованная[пол.] — торговый агент
- 1928 — Тайна старинного рода[пол.] — партнёр княжны Алиции по теннису
- 1928 — Роман пани Опольской[пол.]
- 1929 — В польских лесах[пол.] — Граф Комаровский
- 1929 — Греховная любовь — Марек Свида
- 1930 — Мораль пани Дульской — Збышек Дульский
- 1931 — Соблазнённая[пол.] — приятель Ежи
- 1932 — Уланы, уланы… — адъютант
- 1933 — Десять процентов мне — Янек
- 1936 — Фред осчастливит мир — Болек Карский, брат Ирмы
- 1936 — Пан Твардовский
- 1936 — Женщины над пропастью — учитель танцев

## Награды
- 1957 — Премия города Кракова[пол.].
- Заслуженный деятель Ассоциации польских артистов сцены[пол.].